# Diebesgraben

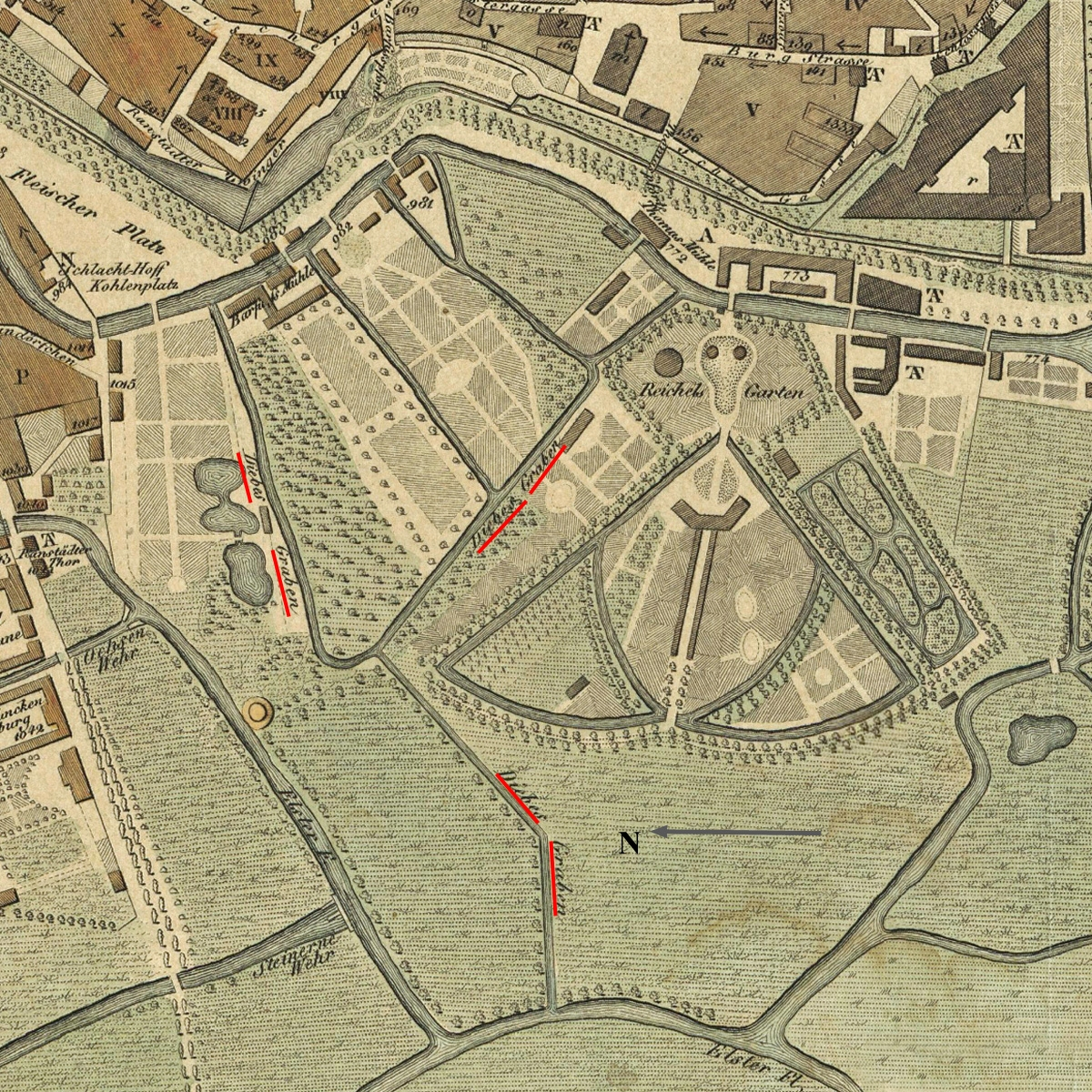
Der Diebesgraben auf einem Leipziger Stadtplan von 1830 (Norden ist links)

Der Diebesgraben (auch Diebsgraben oder Diebes Graben) war ein mehrteiliger künstlicher Graben in der Flussaue westlich des historischen Leipzig in der heutigen Inneren Westvorstadt.

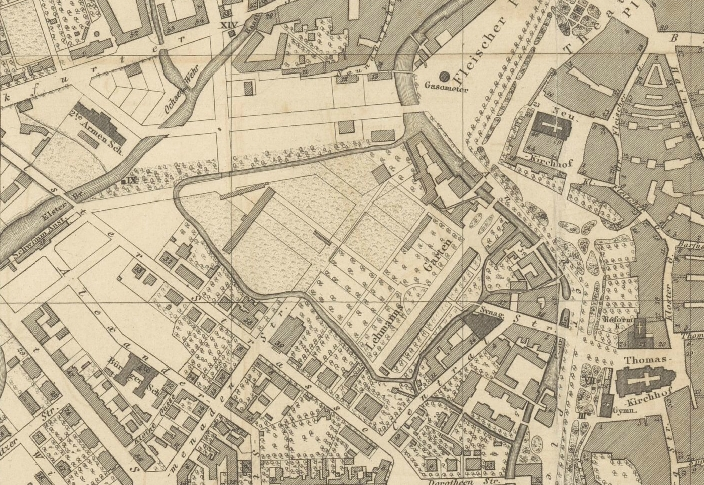
Reste des Diebesgraben auf einem Leipziger Stadtplan von 1864

Der Diebesgraben hatte im Wesentlichen drei Äste (siehe Karte), zwei davon hatten Verbindung zum Pleißemühlgraben und einer zu einem Arm der Weißen Elster. Diese Gräben, von denen es noch weitere gab, dienten zum einen als Abschlaggräben für die Leipziger Mühlen, der Diebesgraben für die Thomas- und die Barfußmühle, und hatten aber auch meliorierenden Charakter. Abschlaggräben sind erforderlich, um bei Instandhaltungsarbeiten am Mühlgraben bzw. seinen Einrichtungen das Wasser davor abzuleiten. Durch die Wasserableitung aus dem feuchten Gebiet über die Gräben wurde das umgebende Land bei normaler Wasserführung von Elster und Pleiße landwirtschaftlich nutzbar.
Diese Nutzung bestand in Stadtnähe seit dem 17. Jahrhundert zunehmend in der Anlage von Gärten. Weil mit der stärkeren Besiedlung der Platz für Gärten innerhalb der befestigten Stadt knapp wurde, wurden solche außerhalb der Stadtmauer, vor allem auf dem Wiesengelände westlich der Stadt, angelegt. Neben den Nutzgärten entstanden auch zahlreiche Ziergärten, von denen in einem Leipziger Adressbuch von 1731 31 als sehenswert bezeichnet werden. Unter dem Streben des Patriziats nach Repräsentation entstanden schließlich die großen Leipziger Barockgärten. Die Grenzen zwischen ihnen bildeten häufig die Gräben, wie auch der Diebesgraben. Dieser trennte den Richterschen Garten vom Kleinbosischen, der vollständig vom Diebesgraben und dem Pleißemühlgraben umflossen wurde. Weiter nach Süden über den Diebesgraben folgte der Apels Garten. Die Gartenbesitzer nutzten die Gräben auch zu Bootsfahrten und zogen dazu noch Abzweigungen in die Gartenbereiche.
Mit der großflächigen Trockenlegung und Bebauung der Inneren Westvorstadt ab der Mitte des 19. Jahrhunderts wurden die Gräben, so auch der Diebesgraben, zugeschüttet. Auf einem Leipziger Stadtplan von 1864 sind noch Reste des Diebesgrabens verzeichnet, auf dem Plan von 1871 ist er gänzlich verschwunden, beziehungsweise sein östlicher Ast im Elster-Pleiße-Kanal (im Plan Dampf-schiff. Can.) aufgegangen. Der Journalist Albin Kutschbach bringt in seinen Jugenderinnerungen eines alten Leipzigers das Zuschütten der Gräben in der westlichen Vorstadt mit der Choleraepidemie im Jahre 1866 in Verbindung.